# Kostel svatého Štěpána (Dijon)
Římskokatolický kostel svatého Štěpána v Dijonu, nyní již nesloužící svému účelu, pochází z 15. století. Dnes v něm sídlí Museé de Rude a místní Hospodářská komora.
Kostel byl celkově restaurován v 17. století a pak v 18. století dostala fasáda dnešní podobu. Míval i status katedrály, a to krátce po založení dijonské diecéze v roce 1731.